# Pasquale Calapso
Pasquale Calapso (* 12. April 1872 in Carini; † 3. Mai 1934 in Messina) war ein italienischer Mathematiker.

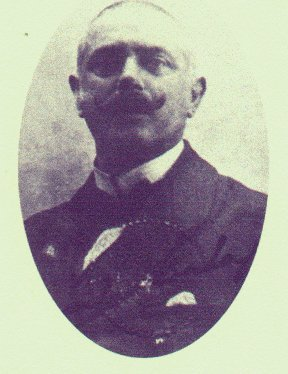
Pasquale Calapso

Calapso erhielt 1900 seine Laurea an der Universität Palermo bei Francesco Gerbaldi und war dort über ein Jahrzehnt dessen Assistent. Ab 1914 war er Professor für Analysis an der Universität Messina.
Er befasste sich mit Differentialgeometrie und insbesondere Deformation von Quadriken.
1915 erhielt er den Mathematik-Preis der Accademia dei XL. 
In seiner Freizeit war er ein guter Pianist. Er gründete das Philharmonische Orchester in Messina und war lange Zeit dessen Dirigent. Sein Sohn Renato Calapso (1901–1976) war ebenfalls Mathematikprofessor in Messina.